# Hokejowa Liga Mistrzów 2008/2009
Hokejowa Liga Mistrzów 2008/2009 jest pierwszą edycją rozgrywek organizowanych przez IIHF. Bierze w niej udział 12 drużyn z 7 krajów – Rosji, Czech, Szwecji, Finlandii, Słowacji, Szwajcarii i Niemiec. Każda drużyna otrzyma 300 tys. euro, a zwycięzca dodatkowo 1 mln euro. Nagradzane są także: zwycięstwo w fazie grupowej (50 tys. euro), awans do półfniału (200 tys. euro) i awans do finału (0,5 mln euro).

## Turniej kwalifikacyjny
Turniej kwalifikacyjny odbędzie się w dniach 12–14 września 2008.
Drużyny biorące udział:
- HC Koszyce
- SC Bern
- Nürnberg Ice Tigers

Tabela
Lp. = lokata, M = liczba rozegranych spotkań, W = Wygrane, WpD = Wygrane o dogrywce lub karnych, PpD = Porażki po dogrywce lub karnych, P = Porażki, G+ = Gole strzelone, G- = Gole stracone, Pkt = Liczba zdobytych punktów
| Lp. | Drużyna             | M | W | Wpd | PpD | P | G+ | G- | Pkt |
| --- | ------------------- | - | - | --- | --- | - | -- | -- | --- |
| 1.  | SC Bern             | 2 | 2 | 0   | 0   | 0 | 9  | 5  | 6   |
| 2.  | Nürnberg Ice Tigers | 2 | 1 | 0   | 0   | 1 | 6  | 7  | 3   |
| 3.  | HC Koszyce          | 2 | 0 | 0   | 0   | 2 | 7  | 10 | 0   |

Mecze
| 12 września 2008 | Nürnberg Ice Tigers | 1:4 | SC Bern | Arena Nürnberger Versicherung |

| Szczegóły      | Szczegóły            | Szczegóły       | Szczegóły                                                                               | Szczegóły                                                                |
| -------------- | -------------------- | --------------- | --------------------------------------------------------------------------------------- | ------------------------------------------------------------------------ |
| Godzina: 19:30 | A. Savage 35:52 (EQ) | (0:0, 1:1, 0:3) | 30:07 (PP) R. Abid 41:13 (EQ) P. Bärtschi 50:52 (EQ) S. Gamache 59:41 (EQ) S. Bordeleau | Widzów: 5046 Sędzia główny: Martin Frano Sędziowie liniowi: Ulf Ronnmark |

| 13 września 2008 | SC Bern | 5:4 | HC Koszyce | Arena Nürnberger Versicherung |

| Szczegóły      | Szczegóły                                                                                           | Szczegóły       | Szczegóły                                                                           | Szczegóły                                                                 |
| -------------- | --------------------------------------------------------------------------------------------------- | --------------- | ----------------------------------------------------------------------------------- | ------------------------------------------------------------------------- |
| Godzina: 18:30 | L. Goren 06:59 (PP) C. Dubé 10:49 (PP) P. Bärtschi 28:23 (EQ) R. Abid 35:17 (EQ) R. Abid 52:03 (PP) | (2:0, 2:3, 1:1) | 26:38 (PP) J. Faith 27:09 (EQ) M. Šimurda 28:43 (EQ) M. Šimurda 44:26 (EQ) J. Faith | Widzów: 1859 Sędzia główny: Tom Laaksonen Sędziowie liniowi: Ulf Ronnmark |

| 14 września 2008 | HC Koszyce | 3:5 | Nürnberg Ice Tigers | Arena Nürnberger Versicherung |

| Szczegóły      | Szczegóły                                                    | Szczegóły       | Szczegóły                                                                                              | Szczegóły                                                                 |
| -------------- | ------------------------------------------------------------ | --------------- | --- | ------------------------------------------------------------------------- |
| Godzina: 18:30 | J. Kmiť 24:27 (PP) M. Miklik 28:22 (EQ) J. Sýkora 50:19 (EQ) | (0:2, 2:2, 1:1) | 01:31 (PP) B. Leeb 15:30 (PP) M. Periard 24:46 (EQ) B. Leeb 34:56 (PP) C. Laflamme 48:03 (PP) P. Fical | Widzów: 3373 Sędzia główny: Martin Frano Sędziowie liniowi: Tom Laaksonen |

## Faza grupowa
Losowanie fazy grupowej odbyło się 25 kwietnia 2008 w siedzibie IIHF w Zurychu.

### Grupa A
Tabela
Lp. = lokata, M = liczba rozegranych spotkań, W = Wygrane, WpD = Wygrane po dogrywce lub karnych, PpD = Porażki po dogrywce lub karnych, P = Porażki, G+ = Gole strzelone, G- = Gole stracone, Pkt = Liczba zdobytych punktów
| Lp. | Drużyna                 | M | W | Wpd | PpD | P | G+ | G- | Pkt |
| --- | ----------------------- | - | - | --- | --- | - | -- | -- | --- |
| 1.  | Mietałłurg Magnitogorsk | 4 | 3 | 0   | 0   | 1 | 11 | 5  | 9   |
| 2.  | Eisbären Berlin         | 4 | 2 | 1   | 0   | 1 | 10 | 10 | 8   |
| 3.  | Oulun Kärpät            | 4 | 0 | 0   | 1   | 3 | 5  | 11 | 1   |

Mecze
| 8 października 2008 | Eisbären Berlin | 3:2 | Oulun Kärpät | O2 World |

| Szczegóły      | Szczegóły                                                        | Szczegóły       | Szczegóły                                    | Szczegóły                                                                        |
| -------------- | ---------------------------------------------------------------- | --------------- | -------------------------------------------- | -------------------------------------------------------------------------------- |
| Godzina: 19:30 | T. Mulock 01:35 (EQ) A. Rankel 20:52 (EQ) D. Pederson 40:34 (EQ) | (1:1, 1:0, 1:1) | 04:33 (PP) I. Mikkola 47:45 (EQ) T. Koivisto | Widzów: 13000 Sędzia główny: Christer Larking Sędziowie liniowi: Patrick Sjöberg |

| 22 października 2008 | Oulun Kärpät | 0:2 | Mietałłurg Magnitogorsk | Oulun Energia Areena |

| Szczegóły      | Szczegóły | Szczegóły       | Szczegóły                                  | Szczegóły                                                                     |
| -------------- | --------- | --------------- | ------------------------------------------ | ----------------------------------------------------------------------------- |
| Godzina: 19:30 |           | (0:0, 0:1, 0:1) | 34:30 (PP) J. Marek 43:46 (PP) W. Atiuszow | Widzów: 6614 Sędzia główny: Ole Stian Hansen Sędziowie liniowi: Danny Kurmann |

| 29 października 2008 | Mietałłurg Magnitogorsk | 5:2 | Eisbären Berlin | Arena-Metallurg |

| Szczegóły      | Szczegóły | Szczegóły       | Szczegóły                                 | Szczegóły                                                                    |
| -------------- | --- | --------------- | ----------------------------------------- | ---------------------------------------------------------------------------- |
| Godzina: 16:00 | T. Rolinek 00:36 (EQ) D. Chłystow 04:09 (EQ) J. Kudrna 08:16 (EQ) J. Marek 11:54 (EQ) D. Płatonow 44:37 (PP) | (4:0, 0:1, 1:1) | 30:21 (PP) S. Ustorf 59:56 (EQ) S. Ustorf | Widzów: 7701 Sędzia główny: Martin Frano Sędziowie liniowi: Vladimir Sindler |

| 12 listopada 2008 | Oulun Kärpät | 2:3 pk. | Eisbären Berlin | Oulun Energia Areena |

| Szczegóły      | Szczegóły                                      | Szczegóły            | Szczegóły                                                       | Szczegóły                                                                       |
| -------------- | ---------------------------------------------- | -------------------- | --------------------------------------------------------------- | ------------------------------------------------------------------------------- |
| Godzina: 19:30 | J. Andersson 19:40 (EQ) J. Aaltonen 47:40 (PP) | (1:0, 0:1, 1:1, 0:1) | 22:03 (EQ) D. Quint 42:18 (EQ) N. Robinson 60:00 (PS) S. Felski | Widzów: 4619 Sędzia główny: Soeren Persson Sędziowie liniowi: Marcus Vinnerborg |

| 19 listopada 2008 | Mietałłurg Magnitogorsk | 3:1 | Oulun Kärpät | Arena-Metallurg |

| Szczegóły      | Szczegóły                                                         | Szczegóły       | Szczegóły               | Szczegóły                                                                   |
| -------------- | ----------------------------------------------------------------- | --------------- | ----------------------- | --------------------------------------------------------------------------- |
| Godzina: 16:00 | W. Buljin 21:27 (EQ) J. Biriukow 39:18 (PP) T. Rolinek 58:20 (EQ) | (0:0, 2:0, 1:1) | 41:26 (PP) O. Korpikari | Widzów: 7593 Sędzia główny: Brent Reiber Sędziowie liniowi: Daniel Stricker |

| 3 grudnia 2008 | Eisbären Berlin | 2:1 | Mietałłurg Magnitogorsk | O2 World |

| Szczegóły      | Szczegóły                                  | Szczegóły       | Szczegóły             | Szczegóły                                                                |
| -------------- | ------------------------------------------ | --------------- | --------------------- | ------------------------------------------------------------------------ |
| Godzina: 19:30 | A. Roach 19:13 (EQ) D. Pederson 26:37 (EQ) | (1:0, 1:1, 0:0) | 29:06 (PP) T. Rolinek | Widzów: 13500 Sędzia główny: Jozef Kubus Sędziowie liniowi: Peter Orszag |

### Grupa B
Tabela
Lp. = lokata, M = liczba rozegranych spotkań, W = Wygrane, WpD = Wygrane po dogrywce lub karnych, PpD = Porażki po dogrywce lub karnych, P = Porażki, G+ = Gole strzelone, G- = Gole stracone, Pkt = Liczba zdobytych punktów
| Lp. | Drużyna     | M | W | Wpd | PpD | P | G+ | G- | Pkt |
| --- | ----------- | - | - | --- | --- | - | -- | -- | --- |
| 1.  | Espoo Blues | 4 | 4 | 0   | 0   | 0 | 13 | 4  | 12  |
| 2.  | HV71        | 4 | 1 | 0   | 0   | 3 | 13 | 18 | 3   |
| 3.  | SC Bern     | 4 | 1 | 0   | 0   | 3 | 11 | 15 | 3   |

Mecze
| 8 października 2008 | HV71 | 6:2 | SC Bern | Kinnarps Arena |

| Szczegóły      | Szczegóły | Szczegóły       | Szczegóły                                  | Szczegóły                                                                          |
| -------------- | --- | --------------- | ------------------------------------------ | ---------------------------------------------------------------------------------- |
| Godzina: 19:30 | T. Laine 18:29 (PP) T. Laine 20:20 (EQ) M. Tedenby 22:31 (EQ) M. Thörnberg 44:22 (PP) J. Lindström 44:36 (EQ) B. Melin 51:38 (EQ) | (1:0, 2:0, 3:2) | 48:36 (PP) S. Bordeleau 55:41 (EQ) C. Dubé | Widzów: 6903 Sędzia główny: Wiaczesław Bułanow Sędziowie liniowi: Siergiej Kułakow |

| 22 października 2008 | SC Bern | 1:3 | Espoo Blues | PostFinance-Arena |

| Szczegóły      | Szczegóły             | Szczegóły       | Szczegóły                                                           | Szczegóły                                                                |
| -------------- | --------------------- | --------------- | ------------------------------------------------------------------- | ------------------------------------------------------------------------ |
| Godzina: 19:30 | S. Gamache 53:55 (EQ) | (0:2, 0:0, 1:1) | 03:19 (EQ) T. Kähkönen 19:39 (PP) E. Rajamäki 59:55 (EN) J. Uhlbäck | Widzów: 6756 Sędzia główny: Radek Husicka Sędziowie liniowi: Milan Minar |

| 29 października 2008 | Espoo Blues | 3:2 | HV71 | LänsiAuto Areena |

| Szczegóły      | Szczegóły                                                         | Szczegóły       | Szczegóły                                     | Szczegóły                                                                       |
| -------------- | ----------------------------------------------------------------- | --------------- | --------------------------------------------- | ------------------------------------------------------------------------------- |
| Godzina: 19:30 | S. Ryhänen 06:00 (PP) J. Tolsa 09:44 (EQ) C. Miettinen 54:07 (EQ) | (2:1, 0:0, 1:1) | 12:54 (EQ) J. Voutilainen 49:07 (EQ) T. Laine | Widzów: 6083 Sędzia główny: Daniel Piechaczek Sędziowie liniowi: Wilhelm Schimm |

| 12 listopada 2008 | SC Bern | 7:5 | HV71 | PostFinance-Arena |

| Szczegóły      | Szczegóły | Szczegóły       | Szczegóły | Szczegóły                                                                 |
| -------------- | --- | --------------- | --- | ------------------------------------------------------------------------- |
| Godzina: 19:30 | M. Plüss 01:01 (EQ) S. Gamache 23:41 (SH) C. Dubé 24:44 (EQ) C. Dubé 33:57 (EQ) R. Josi 49:50 (SH) I. Rüthemann 53:45 (SH) C. Dubé 54:49 (SH) | (1:3, 3:0, 3:2) | 10:46 (EQ) P. Gustafsson 12:18 (PP) K. Beech 19:05 (EQ) M. Thörnberg 50:26 (PP) P. Puistola 58:45 (EQ) N. Angell | Widzów: 7057 Sędzia główny: Georg Jablukov Sędziowie liniowi: Rick Looker |

| 19 listopada 2008 | Espoo Blues | 2:1 | SC Bern | LänsiAuto Areena |

| Szczegóły      | Szczegóły                                    | Szczegóły       | Szczegóły          | Szczegóły                                                                    |
| -------------- | -------------------------------------------- | --------------- | ------------------ | ---------------------------------------------------------------------------- |
| Godzina: 19:30 | J. Puustinen 06:28 (EQ) R. Keller 15:26 (PP) | (2:1, 0:0, 0:0) | 00:47 (SH) C. Dubé | Widzów: 6247 Sędzia główny: Vladimir Baluska Sędziowie liniowi: Peter Loksik |

| 3 grudnia 2008 | HV71 | 0:6 | Espoo Blues | Kinnarps Arena |

| Szczegóły      | Szczegóły | Szczegóły       | Szczegóły | Szczegóły                                                                     |
| -------------- | --------- | --------------- | --- | ----------------------------------------------------------------------------- |
| Godzina: 19:30 |           | (0:3, 0:1, 0:2) | 07:37 (PP) S. Ryhänen 11:12 (EQ) P. Lostedt 15:26 (EQ) S. Ryhänen 28:20 (PP) T. Konttinen 43:03 (EQ) J. Lajunen 48:32 (PP) T. Konttinen | Widzów: 5028 Sędzia główny: Martin Homola Sędziowie liniowi: Vladimir Sindler |

### Grupa C
Tabela
Lp. = lokata, M = liczba rozegranych spotkań, W = Wygrane, WpD = Wygrane po dogrywce lub karnych, PpD = Porażki po dogrywce lub karnych, P = Porażki, G+ = Gole strzelone, G- = Gole stracone, Pkt = Liczba zdobytych punktów
| Lp. | Drużyna                 | M | W | Wpd | PpD | P | G+ | G- | Pkt |
| --- | ----------------------- | - | - | --- | --- | - | -- | -- | --- |
| 1.  | Saławat Jułajew Ufa     | 4 | 4 | 0   | 0   | 0 | 22 | 5  | 12  |
| 2.  | HC Czeskie Budziejowice | 4 | 1 | 0   | 0   | 3 | 9  | 17 | 3   |
| 3.  | Slovan Bratysława       | 4 | 1 | 0   | 0   | 3 | 11 | 20 | 3   |

Mecze
| 8 października 2008 | Saławat Jułajew Ufa | 7:1 | HC Czeskie Budziejowice | Ufa Arena |

| Szczegóły      | Szczegóły | Szczegóły       | Szczegóły           | Szczegóły                                                                  |
| -------------- | --- | --------------- | ------------------- | -------------------------------------------------------------------------- |
| Godzina: 16:00 | K. Kalcou 11:19 (PP) R. Nurtdinow 21:15 (EQ) A. Pierieżogin 34:06 (EQ) I. Grigorienko 39:11 (EQ) L. Čermák 43:17 (PP) A. Pierieżogin 45:57 (SH) K. Kalcou 55:37 (EQ) | (1:0, 3:0, 3:1) | 45:19 (EQ) T. Kůrka | Widzów: 7835 Sędzia główny: Tom Laaksonen Sędziowie liniowi: Sami Partanen |

| 22 października 2008 | HC Czeskie Budziejowice | 5:2 | Slovan Bratysława | Budvar Aréna |

| Szczegóły      | Szczegóły                                                                                              | Szczegóły       | Szczegóły                                  | Szczegóły                                                                     |
| -------------- | --- | --------------- | ------------------------------------------ | ----------------------------------------------------------------------------- |
| Godzina: 19:30 | M. Hudec 01:17 (EQ) P. Gřegořek 22:52 (PP) I. Huml 29:49 (SH) O. Veselý 40:28 (EQ) R. Horák 46:47 (EQ) | (1:0, 2:1, 2:1) | 24:08 (EQ) Ľ. Vaic 50:28 (EQ) R. Kukumberg | Widzów: 4250 Sędzia główny: Georg Jablukov Sędziowie liniowi: Richard Schuetz |

| 29 października 2008 | Slovan Bratysława | 2:4 | Saławat Jułajew Ufa | Samsung-Arena |

| Szczegóły      | Szczegóły                               | Szczegóły       | Szczegóły                                                                                  | Szczegóły                                                                   |
| -------------- | --------------------------------------- | --------------- | ------------------------------------------------------------------------------------------ | --------------------------------------------------------------------------- |
| Godzina: 19:30 | M. Lažo 06:54 (EQ) R. Liščák 23:01 (EQ) | (1:0, 1:3, 0:1) | 20:50 (EQ) I. Szczadiłow 30:09 (PP) W. Worobjow 39:11 (EQ) A. Radułow 48:15 (EQ) K. Kolcow | Widzów: 4238 Sędzia główny: Brent Reiber Sędziowie liniowi: Daniel Stricker |

| 12 listopada 2008 | HC Czeskie Budziejowice | 0:3 | Saławat Jułajew Ufa | Budvar Aréna |

| Szczegóły      | Szczegóły | Szczegóły       | Szczegóły                                                                    | Szczegóły                                                                     |
| -------------- | --------- | --------------- | ---------------------------------------------------------------------------- | ----------------------------------------------------------------------------- |
| Godzina: 19:30 |           | (0:2, 0:1, 0:0) | 11:34 (EQ) A. Miedwiediew 15:06 (EQ) M. Mikeska 24:39 (PP) A. Tierieszczenko | Widzów: 4109 Sędzia główny: Ole Stian Hansen Sędziowie liniowi: Danny Kurmann |

| 19 listopada 2008 | Slovan Bratysława | 5:3 | HC Czeskie Budziejowice | Samsung-Arena |

| Szczegóły      | Szczegóły                                                                                            | Szczegóły       | Szczegóły                                                  | Szczegóły                                                                 |
| -------------- | --- | --------------- | ---------------------------------------------------------- | ------------------------------------------------------------------------- |
| Godzina: 19:30 | Ľ. Vaic 00:57 (EQ) M. Hujsa 14:02 (EQ) R. Döme 17:25 (EQ) R. Kukumberg 54:17 (EQ) M. Lažo 59:47 (EN) | (3:0, 0:0, 2:3) | 44:56 (EQ) M. Gulaš 53:23 (EQ) I. Huml 53:38 (EQ) T. Mertl | Widzów: 4880 Sędzia główny: Tom Laaksonen Sędziowie liniowi: Jari Levonen |

| 3 grudnia 2008 | Saławat Jułajew Ufa | 8:2 | Slovan Bratysława | Ufa Arena |

| Szczegóły      | Szczegóły | Szczegóły       | Szczegóły                              | Szczegóły                                                                       |
| -------------- | --- | --------------- | -------------------------------------- | ------------------------------------------------------------------------------- |
| Godzina: 16:00 | A. Miedwiediew 03:03 (PP) A. Sidiakin 24:52 (EQ) M. Mikeska 26:49 (PP) A. Pierieżogin 29:19 (PP) A. Sidiakin 30:50 (EQ) A. Taratuchin 52:48 (EQ) L. Čermák 54:05 (EQ) A. Kutiejkin 57:55 (PP) | (1:1, 4:1, 3:0) | 06:51 (EQ) M. Hujsa 24:27 (EQ) Ľ. Vaic | Widzów: 8292 Sędzia główny: Christer Larking Sędziowie liniowi: Patrick Sjöberg |

### Grupa D
Tabela
Lp. = lokata, M = liczba rozegranych spotkań, W = Wygrane, WpD = Wygrane po dogrywce lub karnych, PpD = Porażki po dogrywce lub karnych, P = Porażki, G+ = Gole strzelone, G- = Gole stracone, Pkt = Liczba zdobytych punktów
| Lp. | Drużyna       | M | W | Wpd | PpD | P | G+ | G- | Pkt |
| --- | ------------- | - | - | --- | --- | - | -- | -- | --- |
| 1.  | ZSC Lions     | 4 | 3 | 0   | 1   | 0 | 20 | 11 | 10  |
| 2.  | Slavia Praga  | 4 | 2 | 1   | 0   | 1 | 15 | 15 | 8   |
| 3.  | Linköpings HC | 4 | 0 | 0   | 0   | 4 | 11 | 20 | 0   |

Mecze
| 8 października 2008 | Slavia Praga | 4:2 | Linköpings HC | Sazka Arena |

| Szczegóły      | Szczegóły                                                                                | Szczegóły       | Szczegóły                                        | Szczegóły                                                                   |
| -------------- | ---------------------------------------------------------------------------------------- | --------------- | ------------------------------------------------ | --------------------------------------------------------------------------- |
| Godzina: 19:30 | M. Vondrka 15:26 (EQ) R. Červenka 17:24 (EQ) R. Červenka 38:26 (PP) J. Bednář 49:19 (EQ) | (2:1, 1:1, 1:0) | 08:31 (EQ) J. Fransson 36:30 (EQ) P. Petterström | Widzów: 4108 Sędzia główny: Brent Reiber Sędziowie liniowi: Daniel Stricker |

| 22 października 2008 | Linköpings HC | 2:7 | ZSC Lions | Cloetta Center |

| Szczegóły      | Szczegóły                                          | Szczegóły       | Szczegóły | Szczegóły                                                               |
| -------------- | -------------------------------------------------- | --------------- | --- | ----------------------------------------------------------------------- |
| Godzina: 19:30 | M. Laumann-Ylvén 02:32 (EQ) J. Eriksson 18:59 (EQ) | (2:2, 0:2, 0:3) | 06:47 (EQ) S. Blindenbacher 17:53 (PP) T. Monnet 26:59 (EQ) P. Sejna 38:24 (EQ) P. Sejna 42:42 (EQ) C. Bühler 47:30 (EQ) T. Monnet 57:51 (EQ) D. Pittis | Widzów: 7961 Sędzia główny: Jozef Kubus Sędziowie liniowi: Peter Orszag |

| 29 października 2008 | ZSC Lions | 4:5 pk. | Slavia Praga | Hallenstadion |

| Szczegóły      | Szczegóły                                                                           | Szczegóły            | Szczegóły                                                                                                 | Szczegóły                                                               |
| -------------- | ----------------------------------------------------------------------------------- | -------------------- | --- | ----------------------------------------------------------------------- |
| Godzina: 19:30 | M. Seger 26:53 (PP) B. Forster 44:44 (PP) M. Seger 58:11 (PP) R. Gardner 58:29 (EQ) | (0:1, 1:1, 3:2, 0:1) | 10:17 (EQ) T. Micka 38:58 (EQ) J. Bednář 43:52 (SH) J. Doležal 52:53 (EQ) J. Sklenář 60:00 (PS) J. Bednář | Widzów: 8220 Sędzia główny: Antti Boman Sędziowie liniowi: Jari Levonen |

| 12 listopada 2008 | Linköpings HC | 4:5 | Slavia Praga | Cloetta Center |

| Szczegóły      | Szczegóły                                                                                  | Szczegóły       | Szczegóły                                                                                                   | Szczegóły                                                              |
| -------------- | ------------------------------------------------------------------------------------------ | --------------- | --- | ---------------------------------------------------------------------- |
| Godzina: 19:30 | J. Eriksson 22:22 (EQ) I. Majeský 25:53 (EQ) E. Beaudoin 38:34 (PP) J. Eriksson 41:27 (EQ) | (0:2, 3:1, 1:2) | 05:16 (PP) J. Sklenář 14:26 (PP) J. Novák 23:20 (EQ) R. Červenka 45:52 (EQ) J. Bednář 48:21 (SH) J. Doležal | Widzów: 6842 Sędzia główny: Sami Partanen Sędziowie liniowi: Jyri Ronn |

| 19 listopada 2008 | ZSC Lions | 4:3 | Linköpings HC | Hallenstadion |

| Szczegóły      | Szczegóły                                                                                  | Szczegóły       | Szczegóły                                                       | Szczegóły                                                                        |
| -------------- | ------------------------------------------------------------------------------------------ | --------------- | --------------------------------------------------------------- | -------------------------------------------------------------------------------- |
| Godzina: 19:30 | P. Sejna 18:50 (PP) S. Blindenbacher 32:14 (EQ) R. Gardner 38:43 (PP) C. Bühler 40:57 (EQ) | (1:1, 2:1, 1:1) | 17:05 (PP) N. Persson 37:02 (SH) J. Hlaváč 44:21 (SH) P. Saravo | Widzów: 8574 Sędzia główny: Wiaczesław Bułanow Sędziowie liniowi: Rafael Kadyrow |

| 3 grudnia 2008 | Slavia Praga | 1:5 | ZSC Lions | Sazka Arena |

| Szczegóły      | Szczegóły             | Szczegóły     | Szczegóły | Szczegóły                                                                    |
| -------------- | --------------------- | ------------- | --- | ---------------------------------------------------------------------------- |
| Godzina: 19:30 | P. Jelínek 36:28 (EQ) | 0:1, 1:0, 0:4 | 14:12 (PP) J. G. Trudel 46:51 (EQ) R. Gardner 47:29 (EQ) J. Alston 57:36 (EQ) R. Gardner 59:05 (EQ) J. Alston | Widzów: 8137 Sędzia główny: Wilhelm Schimm Sędziowie liniowi: Richard Schütz |

## Półfinały
Terminy półfinałów: 10 grudnia 2008 i 7 stycznia 2009
Pierwszy półfinał
Mietałłurg Magnitogorsk – Saławat Jułajew Ufa 1 – 2 pk.
| 10 grudnia 2008 | Mietałłurg Magnitogorsk | 1:2 | Saławat Jułajew Ufa | Arena-Metallurg |

| Szczegóły      | Szczegóły                | Szczegóły       | Szczegóły                                      | Szczegóły                                                                     |
| -------------- | ------------------------ | --------------- | ---------------------------------------------- | ----------------------------------------------------------------------------- |
| Godzina: 16:00 | A. Kajgorodow 59:41 (EQ) | (0:0, 0:2, 1:0) | 35:34 (EQ) M. Blaťák 37:42 (EQ) A. Pierieżogin | Widzów: 7750 Sędzia główny: Ole Stian Hansen Sędziowie liniowi: Danny Kurmann |

| 7 stycznia 2009 | Saławat Jułajew Ufa | 1:3 | Mietałłurg Magnitogorsk | Ufa Arena |

| Szczegóły      | Szczegóły                 | Szczegóły       | Szczegóły                                                       | Szczegóły                                                                       |
| -------------- | ------------------------- | --------------- | --------------------------------------------------------------- | ------------------------------------------------------------------------------- |
| Godzina: 16:00 | O. Twierdowski 27:45 (PP) | (0:0, 1:0, 0:3) | 43:58 (EQ) J. Marek 44:22 (EQ) D. Płatonow 53:30 (EQ) I. Mirnow | Widzów: 8500 Sędzia główny: Soeren Persson Sędziowie liniowi: Marcus Vinnerborg |

Drugi półfinał
ZSC Lions – Espoo Blues 2 – 0
| 10 grudnia 2008 | ZSC Lions | 6:3 | Espoo Blues | Diners Club Arena |

| Szczegóły      | Szczegóły | Szczegóły       | Szczegóły                                                          | Szczegóły                                                               |
| -------------- | --- | --------------- | ------------------------------------------------------------------ | ----------------------------------------------------------------------- |
| Godzina: 19:30 | T. Monnet 07:17 (PP) R. Gardner 27:18 (EQ) P. Sejna 30:41 (EQ) C. Bühler 37:29 (EQ) J. Alston 47:09 (EQ) J. Alston 58:40 (EQ) | (1:0, 3:2, 2:1) | 20:52 (EQ) V. Lajunen 33:13 (EQ) S. Sandell 54:40 (EQ) J. Nättinen | Widzów: 6100 Sędzia główny: Jozef Kubus Sędziowie liniowi: Peter Orszag |

| 7 stycznia 2009 | Espoo Blues | 1:4 | ZSC Lions | LänsiAuto Areena |

| Szczegóły      | Szczegóły              | Szczegóły       | Szczegóły                                                                              | Szczegóły                                                                 |
| -------------- | ---------------------- | --------------- | -------------------------------------------------------------------------------------- | ------------------------------------------------------------------------- |
| Godzina: 19:30 | I. Kuoppala 33:40 (EQ) | (0:2, 1:0, 0:2) | 05:44 (PP) T. Monnet 15:54 (PP) M. Seger 58:17 (EN) J. G. Trudel 58:51 (EN) R. Gardner | Widzów: 6612 Sędzia główny: Georg Jablukov Sędziowie liniowi: Rick Looker |

## Finał
Mecze finałowe odbędą się 21 i 28 stycznia 2009
Mietałłurg Magnitogorsk – ZSC Lions 0 – 2
| 21 stycznia 2009 | Mietałłurg Magnitogorsk | 2:2 | ZSC Lions | Arena-Metallurg |

| Szczegóły      | Szczegóły                                    | Szczegóły       | Szczegóły                                     | Szczegóły                                                               |
| -------------- | -------------------------------------------- | --------------- | --------------------------------------------- | ----------------------------------------------------------------------- |
| Godzina: 17:30 | W. Atiuszow 51:01 (EQ) T. Rolinek 59:17 (EQ) | (0:2, 0:0, 2:0) | 09:14 (EQ) J. G. Trudel 12:05 (EQ) M. Wichser | Widzów: 7700 Sędzia główny: Petr Blümel Sędziowie liniowi: Roman Pouzar |

| 28 stycznia 2009 | ZSC Lions | 5:0 | Mietałłurg Magnitogorsk | Diners Club Arena |

| Szczegóły      | Szczegóły                                                                                               | Szczegóły       | Szczegóły | Szczegóły                                                                   |
| -------------- | --- | --------------- | --------- | --------------------------------------------------------------------------- |
| Godzina: 19:30 | B. Down 17:17 (EQ) P. Sejna 34:48 (PP) M. Seger 48:57 (PP) J. Alston 49:51 (EQ) J. G. Trudel 57:29 (EQ) | (1:0, 1:0, 3:0) |           | Widzów: 6200 Sędzia główny: Mikko Kekalainen Sędziowie liniowi: Jussi Terho |

## Statystyki i nagrody
- Pierwsze miejsce w klasyfikacji strzelców turnieju –  Ryan Gardner (ZSC): 4 gole
- Pierwsze miejsce w klasyfikacji asystentów turnieju –  Adrian Wichser (ZSC): 12 asyst
- Pierwsze miejsce w klasyfikacji kanadyjskiej turnieju –  Jean-Guy Trudel (ZSC),  Adrian Wichser (ZSC): 13 punktów
- Pierwsze miejsce w klasyfikacji +/− turnieju –  Peter Sejna (ZSC): +8
- Pierwsze miejsce w klasyfikacji skuteczności interwencji bramkarzy turnieju –  Aleksandr Jeriomienko (Saławat): 95,17%
- Pierwsze miejsce w klasyfikacji średniej goli straconych na mecz bramkarzy turnieju –  Aleksandr Jeriomienko (Saławat): 1,50

Nagrody indywidualne
- Najbardziej Wartościowy Gracz turnieju –  Ari Sulander (ZSC)